# 定山祖禅
定山祖禅（じょうざん そぜん）は、鎌倉時代末期から南北朝時代の臨済宗の僧。

## 経歴・人物
はじめ京都東福寺の双峰宗源の室に入り、その法を嗣ぐ。筑前承天寺、京都東福寺、南禅寺などの住持を歴任した。